# 克蘿麗絲·利奇曼
克蘿麗絲·利奇曼（英語：Cloris Leachman；1926年4月30日—2021年1月27日）是美國舞台、電影和電視演員。她曾贏得8次艾美獎和奧斯卡最佳女配角獎。
克蘿麗絲·利奇曼出生在愛荷華州狄蒙因，就讀西奧多·羅斯福高中。她是伯克利·加邦“巴克”·利奇曼與克蘿麗絲的女兒。